# Беренго, Джованни Мария
Джованни Мария Беренго (итал. Giovanni Maria Berengo; 6 июля 1820 года, Венеция, Австрийская империя — 7 марта 1896 года, Удине, Фриули-Венеция-Джулия, Италия) — итальянский религиозный деятель, архиепископ Римско-католической церкви.

## Церковная деятельность
Оокнчил семинарию, получил высшее образвоание по теологии и каноническому праву.
5 февраля 1843 года рукоположен в священники. В 1846 году стал ординарным профессором в первом классе, а в 1851 году и в двух классах, преподавая латинский, греческий и итальянский языки.
31 декабря 1877 года назначен епископом Адрии, а 2 февраля 1878 года рукоположен в епископы.
12 мая 1879 года назначен епископом Мантуи.
10 ноября 1884 года назначен архиепископом Удине.
Был ярым противником политики Рисорджименто, считая её порождением протестантизма и идей Просвещения.
Скончался 7 марта 1896 года.